# 郑诚
郑诚（？—580年），荥阳郡开封县（今河南省开封市祥符区）人，出自荥阳郑氏北祖第三房，西魏少司空、岐州刺史郑道邕的儿子。

## 生平
郑诚在北周官至大将军，封开封县公。大象二年（580年），尉迟迥叛乱，郑诚奉命讨伐尉迟迥，奋勇作战死在战场上。郑诚的儿子郑善果当年才虚岁九岁，皇帝下诏郑善果承袭为开封县公。

## 家庭

### 父母
- 郑道邕，北周少司空、金乡文子
- 李稚媛，出自赵郡李氏东祖，北魏征东将军、扬州刺史、淮南大都督、濮阳文静伯李宪第五女，封常山郡君，加封沛国太夫人[6][7]

### 兄弟姐妹
- 郑诩，开府仪同三司、大将军、邵州刺史、金乡县子
- 郑译，隋朝岐州刺史、上柱国、莘达公
- 郑诠，唐朝蜀郡太守、许昌县伯[7]
- 郑氏，嫁北周小冢宰、江陵总管、安昌公元则[8]

### 夫人
- 清河崔氏，出自清河崔氏定著六房之一的郑州崔氏，隋朝襄州刺史、总管六州诸军事、上大将军、东郡公崔彦穆之女

### 儿子
- 郑善果，唐朝江州刺史、荥阳郡公